# Margit Sandemo
Margit Sandemo (født 23. april 1924 i bebyggelsen Lena, kommunecentrum i Østre Toten kommune, Oppland fylke, død 1. september 2018) var en norsk/svensk forfatter af populærlitteratur. Sandemo voksede op i Sverige og skrev på svensk. Hun flyttede tilbage til Norge i voksen alder. Hun debuterede i 1964 og skrev i alt 180 bøger (2013). Tilsammen er hendes bøger solgt i mere end 36 millioner eksemplarer.. Alle hendes norske skønlitterære bøger er udgivet af Bladkompaniet.
Margit Sandemo var datter af forfatteren Anders Underdal, og hun hævdede, at han var en uægte søn af Bjørnstjerne Bjørnson. Margit Sandemo giftede sig i 1946 med Asbjørn, og de var gift, indtil han døde i 1999.

### Serier
Sandemos mest kendte er romanserier:
- Sagaen om Isfolket (1982–1989)
- Heksemesteren (1991–1994)
- Sandemoserien (1990–1994)
- Lysets rige (1995–2000)
- De sorte riddere (2000–2003)
- Blålys! (2004)
- Troldruner (2005–2007)
- Kiaras Saga (2013)

### Romaner
Originaltitel
1. «Barn av ensomheten» (1978)
2. «Nattens tårer» (1978)
3. «Fredløse hjerter» (1966)
4. «Konkylien» (1979)
5. «Den sorte engel» (1972)
6. «Ridderens datter» (1980)
7. «Piken med sølvhåret» (1971)
8. «Farlig flukt» (1965)
9. «Bergtatt» (1965)
10. «Skogen har mange øyne» (1978)
11. «De hvite steinene» (1970)
12. «Skyggen av en mistanke» (1980)
13. «Over alle grenser» (1967)
14. «For meg fins ingen kjærlighet» (1982)
15. «Elskede, hvem er du» (1974)
16. «Dypt inne i skyggene» (1979)
17. «Forhekset» (1970)
18. «Tårnet i det fjerne» (1974)
19. «Spøkelsesborgen» (1968)
20. «Fabians brud» (1974)
21. «Det vanskelige valget» (1982)
22. «Brev til Ensom» (1965)
23. «Under evige stjerner» (1965)
24. «De forlatte barna» (1976)
25. «Meldt savnet» (1975)
26. «Kirken ved havet» (1982)
27. «Hekser kan ikke gråte» (1975)
28. «Ulven og månen» (1969)
29. «Kongens brev» (1984)
30. «De tre frierne» (1964)
31. «Nøkkelen» (1977)
32. «Kongekronen» (1976)
33. «Jomfruen fra Tåkeskogen» (1976)
34. «Sindre, min sønn» (1977)
35. «Selv om jeg elsker deg» (1978)
36. «Stjernetegnet» (1984)
37. «Gullfuglen» (1979)
38. «Lyset på heden» (1986)
39. «Søk ikke for dypt» (1991)
40. «I natten stillhet» (1998)
41. «Ensom i verden» (1999)
42. «Tessa» (1996)
43. «Den mørke sannheten» (2001)
44. «Legenden om den øde skogen» (1992)
45. «Barnebruden» (1998)
46. «Drømmen om en venn» (1996)
47. «Yrsa - den glemte dronningen» (2008)
48. «Spindelvev» (2009)